# Llista de Béns Culturals d'Interès Nacional de la Vall d'Aran
Llista de Béns Culturals d'Interès Nacional de la Vall d'Aran inscrits en el Registre de Béns Culturals d'Interès Nacional (BCIN) del Departament de Cultura de la Generalitat de Catalunya de la Vall d'Aran. Inclou els béns immobles més rellevants del patrimoni cultural que tenen la categoria de protecció de major rang com a unitat singular, conjunt, espai o zona amb valors culturals, històrics o tècnics.
L'any 2018, la Vall d'Aran tenia 15 béns culturals d'interès nacional en la categoria de monuments històrics. A continuació es mostren les últimes dades disponibles ordenades per municipis.

## Patrimoni arquitectònic
| Monument | Protecció       | Estil/època           | Localització                                                 | Coordenades                                            | Codi?         | Imatge |
| --- | --------------- | --------------------- | ------------------------------------------------------------ | ------------------------------------------------------ | ------------- | --- |
| Castell Lleó, o Castel-leon                                                                                                | BCIN 1904-MH    | Medieval, XVI-XVII    | Es Bòrdes En un turonet sobre el poble, orientació nord-oest | 42° 44′ 20″ N, 0° 43′ 01″ E / 42.738913°N,0.717051°E   | RI-51-0006283 | Castell Lleó (es Bòrdes) · Vegeu més fotos d'aquest monument · Carregueu una nova foto d'aquest monument                               |
| Castell d'Era Castèra | BCIN 558-MH     | XII                   | Bossòst                                                      | 42° 47′ 25″ N, 0° 41′ 30″ E / 42.790238°N,0.691598°E   | RI-51-0006286 | Carregueu una nova foto d'aquest monument                                                                                              |
| Castell de Bossòst | BCIN 909-MH     |                       | Bossòst                                                      | 42° 47′ 25″ N, 0° 41′ 30″ E / 42.790228°N,0.691551°E   | RI-51-0006285 | Castell de Bossòst · Modifica el valor a Wikidata · Carregueu una nova foto d'aquest monument                                          |
| Església de la Mare de Déu de la Purificació, església de l'Assumpció, Puríssima de Bossòst, Mair de Diu dera Purificacion | BCIN 1257-MH-EN | Romànic XII           | Bossòst                                                      | 42° 47′ 09″ N, 0° 41′ 32″ E / 42.78577°N,0.69217°E     | IPA-1406      | Església de la Mare de Déu de la Purificació (Bossòst) · Vegeu més fotos d'aquest monument · Carregueu una nova foto d'aquest monument |
| Casa Sirat | BCIN 611-MH     | Medieval              | Canejan                                                      | 42° 50′ 18″ N, 0° 44′ 18″ E / 42.8382165°N,0.7382667°E | RI-51-0006293 | Carregueu una nova foto d'aquest monument                                                                                              |
| La Baronia de Les | BCIN 959-MH     | XVII                  | Les                                                          | 42° 48′ 49″ N, 0° 42′ 55″ E / 42.813735°N,0.715306°E   | RI-51-0006365 | La Baronia de Les · Vegeu més fotos d'aquest monument · Carregueu una nova foto d'aquest monument                                      |
| Castell de Les | BCIN 960-MH     | Medieval              | Les                                                          | 42° 48′ 44″ N, 0° 43′ 02″ E / 42.812302°N,0.717309°E   | RI-51-0006364 | Castell de Les · Vegeu més fotos d'aquest monument · Carregueu una nova foto d'aquest monument                                         |
| El Casteret | BCIN 961-MH     | Medieval              | Les Sobre el turó de la Torreta                              | 42° 47′ 57″ N, 0° 42′ 16″ E / 42.799179°N,0.704437°E   | RI-51-0006366 | Carregueu una nova foto d'aquest monument                                                                                              |
| Església de Santa Maria d'Arties                                                                                           | BCIN 164-MH     | Romànic XII-XIII      | Naut Aran Pl. de l'Església, Arties                          | 42° 41′ 52″ N, 0° 52′ 14″ E / 42.697881°N,0.870661°E   | RI-51-0004294 | Església de Santa Maria d'Arties (Naut Aran) · Vegeu més fotos d'aquest monument · Carregueu una nova foto d'aquest monument           |
| Çò de Ròsa, Casa Rosa, o Casa d'Andreu Pont                                                                                | BCIN 244-MH     | Obra popular XVI      | Naut Aran C. del Lleó, Gessa                                 | 42° 42′ 20″ N, 0° 53′ 24″ E / 42.70555°N,0.89008°E     | RI-51-0006237 | Çò de Ròsa (Naut Aran) · Vegeu més fotos d'aquest monument · Carregueu una nova foto d'aquest monument                                 |
| Casal de Brastet, o Çò de Brastet                                                                                          | BCIN 267-MH     | Renaixement XVI       | Naut Aran Unha                                               | 42° 42′ 40″ N, 0° 54′ 14″ E / 42.711142°N,0.903783°E   | RI-51-0006239 | Casal de Brastet (Naut Aran) · Vegeu més fotos d'aquest monument · Carregueu una nova foto d'aquest monument                           |
| Casa Portolà | BCIN 279-MH     | XVI-XVII              | Naut Aran C. de Portolà, Arties                              | 42° 42′ 03″ N, 0° 52′ 21″ E / 42.700741°N,0.872467°E   | RI-51-0006236 | Casa Portolà (Naut Aran) · Vegeu més fotos d'aquest monument · Carregueu una nova foto d'aquest monument                               |
| Castell d'Arties | BCIN 1264-MH    | Medieval              | Naut Aran Arties                                             | 42° 41′ 53″ N, 0° 52′ 14″ E / 42.698076°N,0.870662°E   | RI-51-0006235 | Castell d'Arties (Naut Aran) · Vegeu més fotos d'aquest monument · Carregueu una nova foto d'aquest monument                           |
| Recinte emmurallat de Salardú                                                                                              | BCIN 1265-MH    | Obra popular Medieval | Naut Aran Al costat de l'Església de Sant Andreu de Salardú  | 42° 42′ 27″ N, 0° 54′ 07″ E / 42.707382°N,0.901894°E   | RI-51-0006238 | Recinte emmurallat de Salardú (Naut Aran) · Vegeu més fotos d'aquest monument · Carregueu una nova foto d'aquest monument              |
| Tor deth Generau Martinhon, o Casa Santesmasses                                                                            | BCIN 425-MH     | Gòtic tardà XVI-XVII  | Vielha e Mijaran C. Major, Viella                            | 42° 42′ 04″ N, 0° 47′ 39″ E / 42.701030°N,0.794258°E   | RI-51-0006537 | Tor deth Generau Martinhon (Vielha e Mijaran) · Vegeu més fotos d'aquest monument · Carregueu una nova foto d'aquest monument          |